# Egon Schmitt
Egon Schmitt (* 12. November 1948 in Mühlheim am Main) ist ein ehemaliger deutscher Fußballspieler. Schmitt hat für die Vereine Kickers Offenbach und 1. FC Saarbrücken in der Fußball-Bundesliga von 1968 bis 1978 insgesamt 156 Ligaspiele absolviert und 12 Tore erzielt. Mit Offenbach gewann der Rekordspieler der deutschen Fußballamateurnationalmannschaft im Jahr 1970 den DFB-Pokal. In Saarbrücken kamen in der 2. Fußball-Bundesliga von 1974 bis 1981 weitere 163 Ligaeinsätze mit drei Toren hinzu.

## Laufbahn

### Offenbach, 1965 bis 1973
Von seinem Heimatverein SG Dietesheim wechselte Schmitt 1965 in die Jugend von Kickers Offenbach. In seinem zweiten A-Jugendjahr, 1966/67, debütierte der Allrounder in der DFB-Jugendnationalmannschaft und nahm im Mai 1967 mit den DFB-Talenten am UEFA-Juniorenturnier in der Türkei teil. Bei den drei Gruppenspielen gegen Frankreich (0:1), Österreich (2:1) und Ungarn (3:1) nahm er jeweils die Position des Stoppers ein und dirigierte aus der Defensive Mitspieler wie Josef Pirrung, Rainer Zobel und Roland Weidle. Schon 16 Tage nach dem letzten Gruppenspiel im UEFA-Juniorenturnier debütierte das Offenbacher Nachwuchstalent in der Amateurnationalmannschaft des DFB. Am 25. Mai gab er beim Länderspiel in Konstanz gegen Italien an der Seite von Rainer Stiller, Peter Anders, Horst Pohl und Dieter Zettelmaier bei einem 0:0 seinen Einstand in der Amateurnationalmannschaft. Unter Kickers-Trainer Kurt Baluses debütierte das Talent aus der Kickers-Jugend bereits am 13. August 1967 in der damals zweitklassigen Fußball-Regionalliga Süd. Die OFC-Elf holte sich mit einem 0:0 beim SSV Reutlingen einen Punkt und der Nachwuchsspieler hatte einen so guten Eindruck an der Seite von Mitspielern wie Hermann Nuber, Rudolf Wimmer (Torhüter), Ferdinand Heidkamp, Roland Weida, Lothar Weschke, Dieter Fern und Gerd Becker hinterlassen, dass er es in seinem ersten Seniorenjahr auf 28 Ligaeinsätze mit sechs Toren brachte. Der junge Mann aus der Jugend bildete als rechter Verbinder im damaligen WM-System mit Weschke den rechten Kickers-Flügel. Als Vizemeister der Regionalliga Süd zog Offenbach in die Bundesligaaufstiegsrunde ein und setzte sich dort gegen Bayer Leverkusen, TuS Neuendorf, Tennis Borussia und SV Arminia Hannover durch und stieg in die Bundesliga auf. Schmitt hatte alle acht Aufstiegsspiele absolviert und zwei Tore erzielt. Seine erste Saison im Seniorenfußball war damit mehr als nur gut verlaufen.
Offenbach debütierte mit Schmitt im Mittelfeld am 17. August 1968 bei einer 1:2-Auswärtsniederlage beim 1. FC Köln in der Bundesliga. Unter Trainer Paul Oßwald lief der ehemalige Jugendnationalspieler in 29 Ligaspielen für Offenbach auf und erzielte als Mittelfeldspieler elf Tore. Er führte damit die interne Torschützenliste an, der Aufsteiger aus Offenbach stieg aber als 18. sofort wieder in die Regionalliga ab. Die Hoffnungen auf Verstärkung in der Offensive hatten sich durch die Neuzugänge Janos Kondert, Dieter Koulmann und Helmut Siber nicht erfüllt. Mit 42 Toren in 34 Rundenspielen erfüllte die Offensive nicht die Erwartungen und die indiskutablen 5:29 Punkte in den Auswärtsspielen führten zum Abstieg. Für die Regionalligarunde 1969/70 verstärkte Präsident Horst-Gregorio Canellas sein Team mit Spielern wie Walter Bechtold, Horst Gecks, den Kremers-Zwillingen Erwin und Helmut, Hans Reich und Klaus Winkler. Nach einem spannenden Dreikampf mit dem 1. FC Nürnberg und dem Karlsruher SC zogen Schmitt und Kollegen – der Amateurnationalspieler hatte 35 Ligaspiele mit zwei Toren absolviert – als Meister in die Bundesligaaufstiegsrunde ein. Dort setzte sich die Mannschaft vom Bieberer Berg gegen den VfL Bochum, Hertha Zehlendorf, VfL Wolfsburg und FK Pirmasens durch und zog umgehend wieder in die Bundesliga ein. Die Zuverlässigkeit in Person hatte in allen acht Aufstiegsrundenspielen seinen Beitrag geleistet.
Der sportliche Höhepunkt für Schmitt und Offenbach folgte aber im DFB-Pokal im Juli und August 1970. Durch die Weltmeisterschaft vom 31. Mai bis 21. Juni 1970 in Mexiko wurde der Pokal 1970 ab dem Achtelfinale vom 28. Juli vor Beginn/zu Beginn der neuen Bundesligasaison 1970/71 ausgetragen. Die Hessen setzten sich über Borussia Dortmund (2:1 n. V.), Eintracht Frankfurt (3:0), 1. FC Nürnberg (4:2 n. V.) und im Finale am 29. August mit 2:1 gegen den Favoriten 1. FC Köln durch. Es war für Spielführer Egon Schmitt wie seine Kickers-Kollegen ein großer sportlicher, sogar historischer, Erfolg. Die Ernüchterung folgte aber auf dem Fuß: Im September 1970 scheiterte Offenbach mit Schmitt im Europapokal der Pokalsieger am FC Brügge (2:1, 0:2), im September war die kurze Trainerzeit von Aki Schmidt beendet, es folgte ein unpassendes Intermezzo vom 28. September 1970 bis 23. Februar 1971 von Rudi Gutendorf und am Rundenende unter Kuno Klötzer der erneute Bundesligaabstieg. Offenbach scheiterte nicht zuletzt an den Umständen des Bundesligaskandals. Schmitt hatte 33 von 34 Ligaspielen absolviert.
Es folgte wiederum die umgehende Meisterschaft in der Regionalliga Süd 1971/72 und nach der erfolgreichen Aufstiegsrunde die Rückkehr in die Bundesliga sowie unter Trainer Gyula Lóránt dort das Erreichen des 7. Tabellenplatzes. Schmitt war an der Seite von Sigfried Held und Erwin Kostedde in 26 Ligaspielen im Einsatz (1 Tor) gewesen. Er nahm aber das Vertragsangebot für die Saison 1973/74 vom 1. FC Saarbrücken an und wechselte in die Fußball-Regionalliga Südwest. Der Mann aus Dietesheim war für Offenbach 88 mal in der Bundesliga (12 Tore), 83 mal in der Regionalliga Süd (9 Tore) und in 18 Spielen in der Bundesligaaufstiegsrunde (3 Tore) angetreten. Er hatte in dieser Zeit zwei Regionalligameisterschaften und den DFB-Pokalsieg mit dem OFC errungen und 1972 in der Amateurnationalmannschaft an den Olympischen Spielen 1972 in München teilgenommen.

### Saarbrücken, 1973 bis 1981
Mit Abwehrorganisator und Libero Schmitt erreichte Saarbrücken im letzten Jahr der alten zweitklassigen Regionalliga, 1973/74, unter Trainer Herbert Binkert die Vizemeisterschaft und bei dem Mann aus Hessen kamen weitere acht Spiele in der Bundesligaaufstiegsrunde hinzu. Sportlich spielte der Südwestvertreter mit 3:13 Punkten aber eine untergeordnete Rolle. Im Debütjahr der 2. Fußball-Bundesliga belegte Saarbrücken den 7. Rang und Schmitt hatte in 34 Ligaeinsätzen zwei Tore erzielt. Unter Trainer Slobodan Cendic wurde 1975/76 der Meisterschaftsgewinn und der Aufstieg in die Bundesliga gefeiert. Schmitt hatte an der Seite von Mitspielern wie den Traser-Zwillingen Ernst und Heinz, Ludwig Denz, Torhüter Dieter Ferner, Werner Greth, Frank Holzer, Felix Magath, Metodija Spasovski und Reinhold Zech in 30 Ligaspielen wesentlich dafür gesorgt, dass mit lediglich 28 Gegentoren in 38 Ligaspielen die Grundlage zum Aufstieg gelegt wurde. In den nächsten zwei Runden fehlte der Abwehrchef der Saarbrücker in keinem von 68 Ligaspielen. Im ersten Jahr, 1976/77, schafften die Mannen um Libero Schmitt in der Rückrunde mit einer 9:1-Punkteserie vom 26. bis 30. Spieltag den Klassenerhalt. Die Krönung stellte der 6:1-Heimerfolg am 16. April 1977 gegen den Rekordmeister FC Bayern München dar. Vor 39.000 Zuschauern führte Schmitt seine Mitspieler Ferner (Torhüter), Nikolaus Semlitsch, Zech, Bernd Förster, Heinz Traser, Denz, Jovan Aćimović, Ludwig Schuster, Harry Ellbracht und Roland Stegmayer unter Trainer Manfred Krafft zu diesem in der Deutlichkeit unerwarteten Erfolg.
In der Bundesliga spielte er von 1968 bis 1978 156 mal (88 mal 1968–1973 für Kickers Offenbach, 68 mal 1976–1978 für den 1. FC Saarbrücken, alle seine 11 Bundesligatore schoss er für Offenbach). Seine 68 Spiele für Saarbrücken bedeuten bis heute Bundesligarekord für die Saarländer. Für Saarbrücken war er auch in 163 Spielen in der 2. Bundesliga am Ball (3 Tore). Er arbeitete nach seinem Laufbahnende 25 Jahre im selbständigen Sportartikelvertrieb und wurde 2007 in den Aufsichtsrat des 1. FC Saarbrücken gewählt.

### Auswahlspieler
Er ist ein wenig bekannter deutscher Rekordnationalspieler. Dies hängt damit zusammen, dass er auch als Ligaspieler weiter am formalen Status als Amateur festhielt. Damals gab es eine eigene Amateur-Nationalmannschaft, die von 1952 bis 1979 regelmäßig Länderspiele abhielt (Vorgänger der späteren Olympiaauswahl). Egon Schmitt spielte von 1967 bis 1978 79 mal für diese Mannschaft, überwiegend als Libero, gelegentlich im Mittelfeld und im Sturm, schoss dabei allerdings insgesamt nur vier Tore. 1970 war er erstmals Kapitän dieser Mannschaft und hatte diese Stellung von 1972 bis 1978 fast durchgehend inne. 1972 nahm die Mannschaft um Egon Schmitt (damals Kapitän), Ottmar Hitzfeld, Uli Hoeneß und Manfred Kaltz an den Olympischen Spielen teil. Sportlich und emotional gehörte dabei das Spiel gegen die Fußballnationalmannschaft der DDR am 8. September 1972 im Olympiastadion vor 80.000 Zuschauern mit einer 2:3-Niederlage zu den Höhepunkten in seiner Zeit bei der Amateurnationalmannschaft. 1974 gehörte er der Mannschaft an, die gemeinsam mit der Amateurnationalmannschaft Jugoslawiens zum Sieger des UEFA Amateur Cups erklärt wurde, da das Endspiel dem morastigen Spielfeld infolge vorangegangener Regenschauer zum Opfer fiel. Er hat an den großen Reisen nach Asien in der Jahreswende 1967/1968 mit Länderspielen gegen Burma, Thailand, Malaysia, Hongkong, Philippinen und Japan wie auch an der Afrikatour 1970/1971 mit Länderspielen gegen Nigeria, Togo, Ghana, Elfenbeinküste, Liberia, Sierra Leone und Senegal teilgenommen. Mit dem Länderspiel am 26. September 1978 in Bielefeld gegen China (2:1) verabschiedete sich der Rekordspieler nach 11 Jahren aus der Amateurnationalmannschaft.
Mit seinen 79 Spielen führt er die Liste der Amateur-Nationalspieler mit großem Abstand an. Platz zwei belegt Jürgen Kalb mit 48 Einsätzen. Daneben hat Egon Schmitt in der Jugendnationalmannschaft 1967 sieben und in der Juniorennationalmannschaft U-23 in den Jahren 1971 und 1972 fünf Länderspiele für den DFB bestritten.

### Spielerische Eigenschaften
Ein sehr dominanter Libero, kein überragender Techniker, aber eine ungeheuer konstante, willensstarke Führungspersönlichkeit, etwas sachlicher als die ganz großen Liberos. Egon Schmitt, der Rekordspieler der Amateurnationalmannschaft, war defensiv ein ganz ausgezeichneter Mann, der das Spiel mitbestimmte, und hätte das Zeug zu einer noch viel spektakuläreren Karriere gehabt.